# Gråsuggekaktussläktet
Gråsuggekaktussläktet (Pelecyphora) är ett suckulent växtsläkte inom familjen kaktusväxter. Släktet består endast av två mycket långsamväxande arter som har rosalila blommor. Båda arterna växer i Mexiko. Släktet beskrevs av Christian Gottfried Ehrenberg i en monografi publicerad 1843.